# Adolf Fischer (Genealoge)
Adolf Willibald Fischer (* 29. April 1925 in Rohr, Tschechoslowakei; † 28. Februar 1995 in Nürnberg) war ein deutscher Genealoge. Er organisierte und leitete Arbeitsgemeinschaften der Familienforschung des Egerlandes und Ostdeutschlands.

## Leben
Als Absolvent einer Mittelschule wurde Adolf Fischer Lehrling bei der Deutschen Reichsbahn in Eger in Westböhmen. Im Jahre 1945 kam er als heimatvertriebener Sudetendeutscher nach Regensburg in Bayern und fand eine Tätigkeit bei der dortigen Eisenbahndirektion. In Abendkursen erwarb er das Verwaltungsdiplom und wurde Bundesbahn-Oberinspektor bei der Deutschen Bundesbahn. Nach der Auflösung der Bundesbahndirektion in Regensburg erfolgten seine Versetzung nach Nürnberg und die Beförderung zum Bundesbahn-Oberamtmann.
Fischer war seit dem Jahr 1952 Mitglied des Bundes der Eghalanda Gmoi e. V. in Regensburg und seit 1960 im Bundesvorstand dieser Vereinigung. Im Zusammenhang mit diesen Verbandstätigkeiten baute er den Arbeitskreis Egerländer Familienforscher auf, wurde Leiter der Vereinigung sudetendeutscher Familienforscher und stellvertretender Vorsitzender der Arbeitsgemeinschaft ostdeutscher Familienforscher (1986–1994). Fischer veröffentlichte familienkundliche und ortsgeschichtliche Beiträge in Zeitungen und Zeitschriften und war korrespondierendes Mitglied der Zentralstelle für Personen- und Familiengeschichte – Institut für Genealogie in Frankfurt am Main.

## Ehrungen
- Ehrenzeichen des Bundes der Eghalanda Gmoi (1957)
- Goldene Ehrennadel der Oberpfälzer Arbeitsgemeinschaft „Bayerischer Nordgau“ (1969)
- Verdienstorden der Bundesrepublik Deutschland, Verdienstmedaille (1980)
- Fürstlich Liechtensteinischer Verdienstorden, durch Franz Josef II. (Liechtenstein) (1982)